# Camino de la Cova Plana I
Camino de la Cova Plana I es un abrigo que contiene pinturas rupestres de estilo levantino. Está situado en el término municipal de Mequinenza (Aragón), en España. En las cercanías del yacimiento de los Campos de Urnas de Los Castellets, se localiza en la margen derecha de un pequeño barranco tributario del río Ebro, uno de los últimos hallazgos con arte rupestre realizados en el término municipal de Mequinenza. Aunque el entorno del yacimiento se encuentra muy alterado por los trabajos de extracción de mineral de carbón (la cuenca carbonífera de Mequinenza), todavía se conserva una pequeña oquedad formada por tres grandes bloques de arenisca caídos, de los que en la pared orientada al Sur, aparece una figura pintada en rojo muy desvaído y embebido en el soporte que representa un motivo antropomorfo o cruciforme de similares características al aparecido en el cercano abrigo de la Roca de Marta, aunque en esta ocasión está mejor conservado.
El abrigo está incluido dentro de la relación de cuevas y abrigos con manifestaciones de arte rupestre considerados Bienes de Interés Cultural en virtud de lo dispuesto en la disposición adicional segunda de la Ley 3/1999, de 10 de marzo, del Patrimonio Cultural Aragonés. Este listado fue publicado en el Boletín Oficial de Aragón del día 27 de marzo de 2002. Forma parte del conjunto del arte rupestre del arco mediterráneo de la península ibérica, que fue declarado Patrimonio de la Humanidad por la Unesco (ref. 874-655). También fue declarado Bien de Interés Cultural con el código RI-51-0009509.